# Laboratori fotogràfic

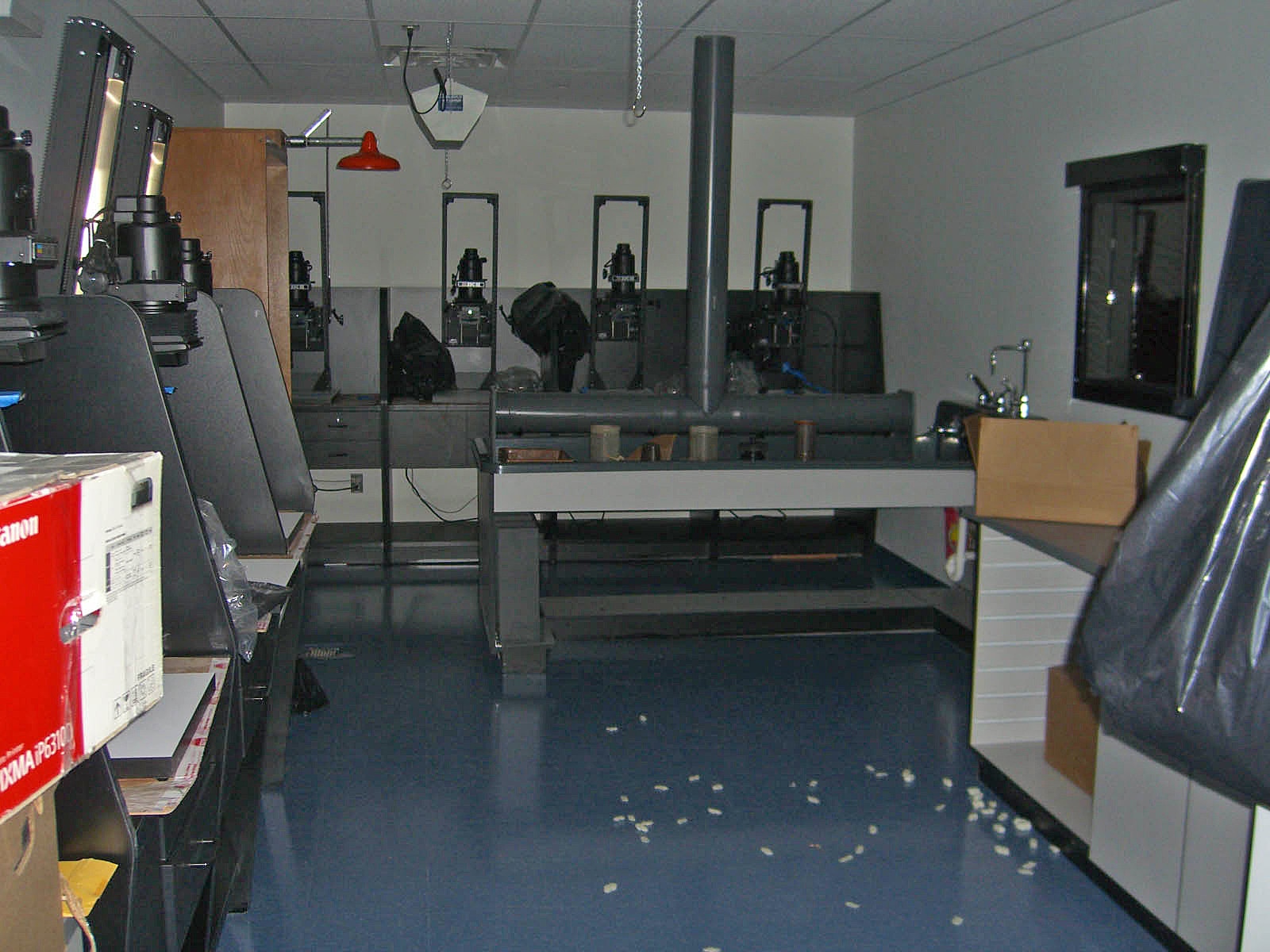
Instal·lació d'un laboratori per a l'ensenyament.

Un laboratori fotogràfic és un espai dedicat al revelat dels negatius de les fotografies i on s'amplien (pas del negatiu al paper) les fotografies. Consta de dues àrees diferenciades, àrea seca i humida. A l'àrea seca es tenen tots els materials delicats que no han de ser mullats, com el paper fotogràfic, tisores, negatiu sobre qualsevol producte sobre el qual no hagi de caure ni una gota de productes químics. A la part humida, van les cubetes i tancs de revelat.
En aquest lloc, per al revelat en blanc i negre es treballa sota llum vermella de baixa intensitat, ja que la llum blanca vela el paper fotogràfic deixant-lo inservible.